# 本田S500
本田S500，於1963年發佈，是本田繼本田T360農夫車之後的第二款車輛，亦是本田生產的第一款乘用車。本田S500最為人津津樂道的是它那副可以運轉至9,500轉的鋁製半圓頂直4雙頂置凸輪軸引擎，為當時相當少見的設計。

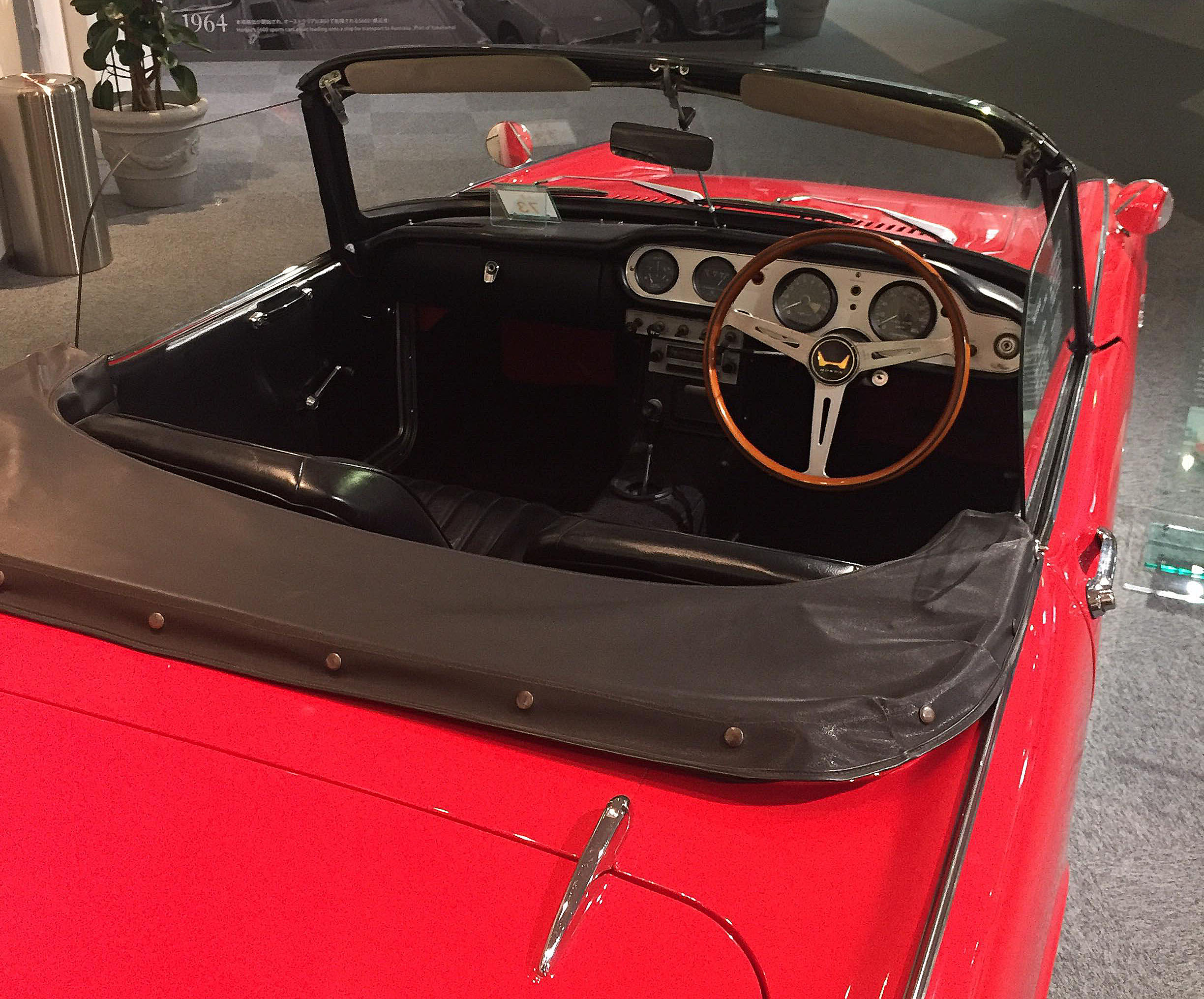
本田S500的內部設計

## 外部連結
- . ThisOldHonda.org.   [March 2, 2006]. （原始内容存档于October 31, 2004）.
- Motor Trend History of S600 （页面存档备份，存于）